# Madama Butterfly (film)
Madama Butterfly è un film del 1954 diretto da Carmine Gallone.
È la trasposizione cinematografica dell'omonima opera lirica di Giacomo Puccini.